# Kdyně (stacja kolejowa)
Kdyně – stacja kolejowa w Kdyně, w kraju pilzneńskim, w Czechach. Położona jest na wysokości 475 m n.p.m.
Na stacji istnieje możliwość zakupu biletów na wszystkiego rodzaju pociągi oraz rezerwacji miejsc. 

## Linie kolejowe
- 185 Horažďovice předměstí - Domažlice